# مقاطعة فيكسي
مقاطعة فيكسي هي إحدى مقاطعات منطقة آنهوي في الصين.